# Zruč-Senec
Zruč-Senec – miejscowość i gmina (obec) w Czechach, w kraju pilzneńskim, w powiecie Pilzno Północ. W 2022 roku liczyła 3455 mieszkańców.
We wsi i okolicach działał seryjny zabójca, Hubert Pilčík.